# Vasili Zjoekovski

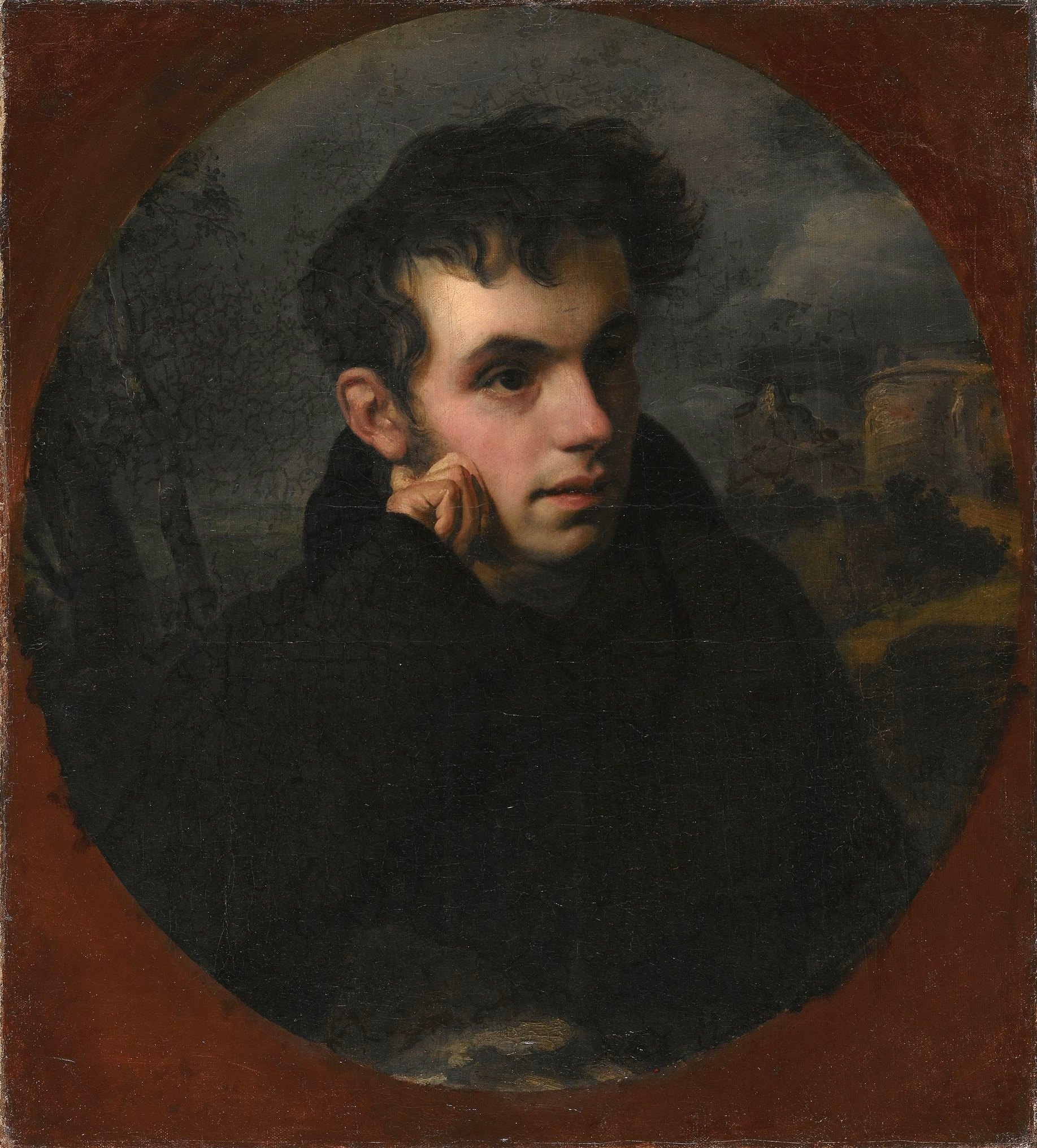
Orest Kiprenski: Vasili Zjoekovski, 1815

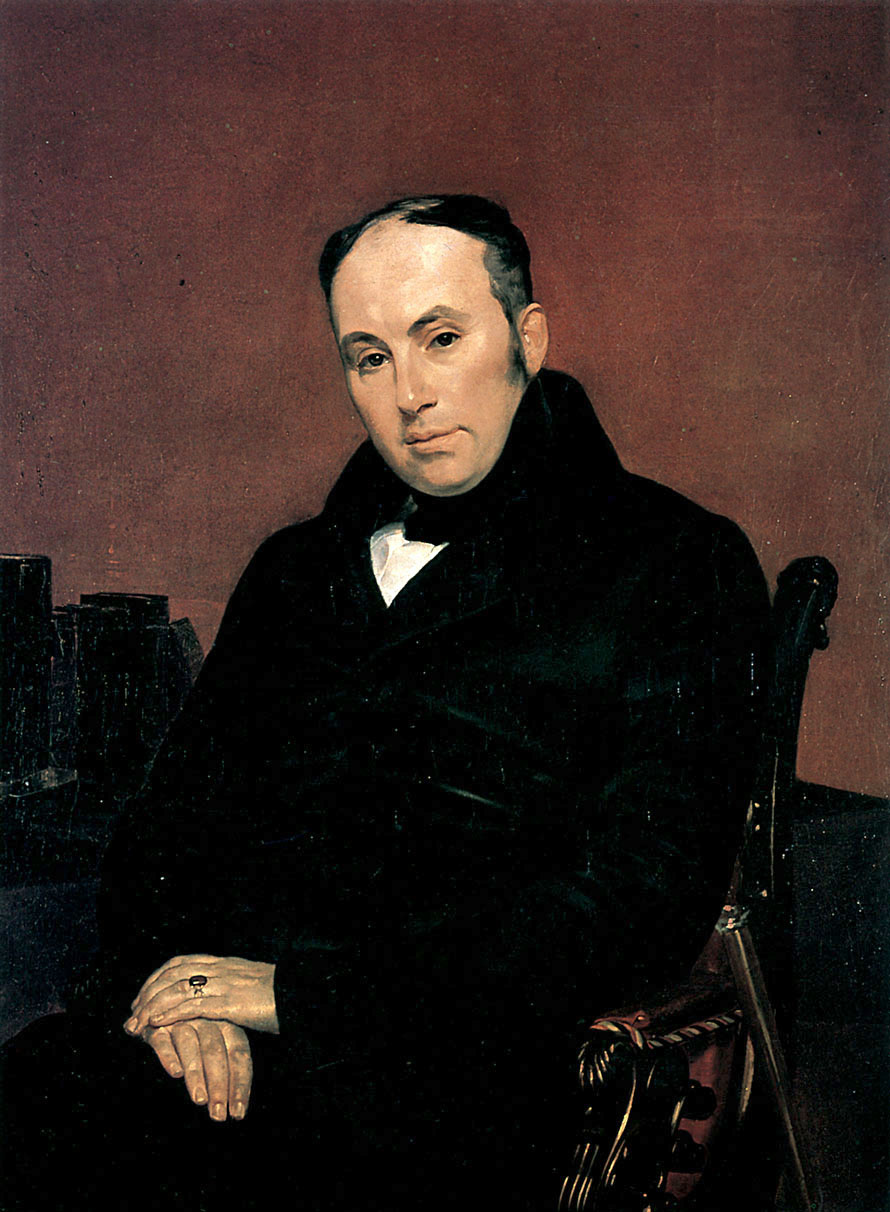
Karl Brjoellov: Vasili Zjoekovski, 1837

Vasili Andrejevitsj Zjoekovski (Russisch: Василий Андреевич Жуковский) (Toela, 9 februari 1783 -  Baden-Baden, 24 april 1852) was een Russisch schrijver, dichter en vertaler uit de tijd van de romantiek.

## Leven en werk
Zjoekovski werd geboren als buitenechtelijke zoon van een landheer met de naam Boenin en diens Turkse huishoudster. Hij werd vernoemd naar zijn peetoom Zjoekovski, die hem adopteerde. Zijn jeugd bracht hij door in Moskou, waar hij in 1802 de aandacht trok met een vertaling van Thomas Grays Elegy Written in a Country Church Yard. Deze vertaling door Zjoekovski werd later algemeen beschouwd als het begin van de Russische Romantiek.
Zjoekovski schreef zijn eerste verzen in classicistische stijl en schakelde daarna geleidelijk over op het sentimentalisme. Hij heeft het vooral over de wisselvalligheden van het geluk en de vergankelijkheid van het aardse leven. Het meest bekend werd Zjoekovski door een negenendertigtal ballades, waaronder Ljoedmilla en Svetlana. Daarnaast vergaarde hij in Rusland in één klap grote roem met zijn hymne De zanger in het kamp der Russische krijgers (1812), geïnspireerd door de overwinning op Napoleon. Deze hymne verheerlijkt de liefde voor het vaderland en de moed van het Russische volk en is in overeenstemming met het patriottische onderwerp geschreven in een verheven en aansprekende taal.
De invloed van Zjoekovski op de Russische literatuur is aanzienlijk te noemen. Hij schonk de Russische literatuur ‘een hart en een ziel’ en werd aldus de stamvader van de Russische psychologische lyriek.  Belinski schreef dat er zonder Zjoekovski geen Poesjkin was geweest. Bovendien maakte hij veel meesterwerken uit de wereldliteratuur toegankelijk (Byron, Goethe, Schiller, Homerus, Virgilius) in vertalingen van hoog niveau. Ook schreef hij een veelgeprezen hertaling van het Middeleeuwse Igorlied naar modern Russisch.
In 1826 werd Zjoekovski huisleraar van de latere tsaar Alexander II van Rusland, op wie hij een grote invloed had. Deze invloed wendde hij regelmatig aan ten faveure van in ongenade gevallen schrijvers als Herzen,  Poesjkin, Lermontov en de dekabristen.
In 1841 trok hij zich vanwege gezondheidsredenen terug van het hof en ging naar Duitsland, waar hij in 1852 in Baden-Baden stierf. Zijn lichaam werd overgebracht naar Rusland en hij werd begraven op de Tichvin-begraafplaats in Sint-Petersburg.

## GedichtVriendschap
Omlaaggerold in een vallei

Lag in het stof een eik, door bliksemslag ontworteld;

Met hem het klimmerkruid, nog om de stam gekronkeld…

  O vriendschap, dat ben jij!
(vertaling Peter Zeeman)